# Копейск
Копе́йск — город в Челябинской области России. Образует Копейский городской округ. Расположен на юге Западно-Сибирской равнины. Граничит с областным центром городом Челябинском в его юго-восточной части, входит в состав Челябинской агломерации. Население составляет ↘143 751 (2025).

## История
Был основан на месте посёлка Тугайкуль, первое документальное упоминание о котором датируется 2 апреля 1610 года, а история его основания восходит к 1736 году, когда была построена Челябинская крепость. 19 августа 1832 года Иваном Ивановичем Редикорцевым были открыты первые залежи угля Челябинского угольного бассейна на реке Миасс, вблизи посёлка Ильинского. Впоследствии расположенные шахты и посёлки начали называться Челябинскими Копями. Посёлок начал стремительно развиваться. В 1907 году здесь открылась первая угольная шахта «Екатерина», названная в честь жены предпринимателя И. Н. Ашанина, который купил право аренды угленосных участков вблизи посёлка и основал здесь Екатерининские каменноугольные копи товарищества И. Н. Ашанин и Ко. Этот год принято считать годом основания города.
Постановлением Президиума ЦИК СССР от 2 января 1925 года коллектив рабочих Челябинских угольных копей «за помощь, оказанную Красной Армии 24 июля 1919 года, при занятии города Челябинска» был награждён Орденом Боевого Красного Знамени. С образованием Копейска город получил статус Краснознамённого. В бывшем СССР лишь 6 городов удостоены такой награды.
20 июня 1933 года постановлением ВЦИК рабочий посёлок Челябинские Копи был преобразован в город районного подчинения Копейск. 20 августа 1935 года он получил статус города областного подчинения, оставшись центром Копейского района. В 1937 году территория района была передана в состав пригородной зоны города Копейска.
В годы Великой Отечественной войны в город был эвакуирован Воронежский государственный драматический театр и Горловский машиностроительный завод им. С. М. Кирова из Сталинской области Украинской ССР, в дальнейшем Копейский машиностроительный завод им. С. М. Кирова.
В 2004 году в черту города включены посёлки Бажово, Вахрушево, Железнодорожный, Октябрьский, Потанино и Старокамышинск.
30 ноября 2004 года муниципальное образование город Копейск наделено статусом Копейского городского округа на основании закона Челябинской области «О статусе и границах Копейского городского округа», принятого постановлением Законодательного собрания от 28 октября 2004 года № 1433.

## Население
| 1926     | 1931     | 1939     | 1956     | 1959     | 1962     | 1967     | 1970     | 1973     | 1976     | 1979     |
| -------- | -------- | -------- | -------- | -------- | -------- | -------- | -------- | -------- | -------- | -------- |
| 9000     | ↗24 900  | ↗60 000  | ↗149 000 | ↗160 713 | ↗168 000 | ↘166 000 | ↘155 799 | ↘155 000 | ↗157 000 | ↘145 905 |
| 1982     | 1986     | 1987     | 1989     | 1992     | 1996     | 1998     | 2000     | 2001     | 2002     | 2003     |
| ↘134 000 | ↘99 000  | →99 000  | ↘79 048  | ↘78 200  | ↘73 300  | ↘73 100  | →73 100  | ↘72 500  | ↗73 342  | ↘73 300  |
| 2004     | 2005     | 2006     | 2007     | 2008     | 2009     | 2010     | 2011     | 2012     | 2013     | 2014     |
| ↘72 000  | ↗138 500 | ↘137 800 | ↘137 400 | ↘137 200 | ↘137 097 | ↗137 601 | ↗137 647 | ↗138 435 | ↗139 875 | ↗141 878 |
| 2015     | 2016     | 2017     | 2018     | 2019     | 2020     | 2021     | 2023     | 2024     | 2025     |          |
| ↗144 552 | ↗146 146 | ↗147 573 | ↗148 136 | ↗148 232 | ↘147 634 | ↗147 806 | ↘146 125 | ↘144 957 | ↘143 751 |          |

На 1 января 2025 года по численности населения город находился на 121-м месте из 1124 городов Российской Федерации.

### Национальный состав
| Народ   | 2002   | 2010   |
| ------- | ------ | ------ |
| русские | 89,0 % | 86,8 % |
| татары  | 5,9 %  | 5,7 %  |
| башкиры | 1,2 %  | 1,6 %  |
| немцы   | 4,0 %  | 3,0 %  |

## Экономика

### Промышленность
До 1990-х годов XX века основной отраслью экономики была угледобывающая промышленность (шахты «Капитальная», «Комсомольская», «Красная Горнячка», «Центральная») и машиностроение (Копейский машиностроительный завод им. Кирова — крупнейший производитель угольных и соляных комбайнов). В настоящее время все шахты закрыты в связи с низким качеством угля и высокой стоимостью его добычи. В черте города расположено АО «Завод «Пластмасс», один из основных поставщиков артиллерийских снарядов и неуправляемых ракет для Вооружённый сил РФ, ООО «ПТК «Союзполимер» — крупное предприятие по производству полиэтиленовой плёнки, АО «СОТ» — один из крупнейших производителей отводов для труб, АО «Копейский машиностроительный завод» — крупнейший в стране производитель горнодобывающего оборудования, ООО «Копейский завод изоляции труб» выпускает трубы с антикоррозионным покрытием на основе экструдированного полиэтилена, ООО «Карбо Керамикс (Евразия)» — производитель керамического пропанта для нефтегазовой промышленности, АО «Полисорб» — производитель лекарственного препарата Полисорб МП, холдинговая компания «Сигма» — крупнейший в Уральском округе агропромышленный комплекс, основным видом деятельности которой является производство и продажа растительных масел и продуктов переработки на территории России, а также стран ближнего и дальнего зарубежья.

### Торговля
В 2011 году крупными и средними предприятиями обрабатывающих производств отгружено товаров собственного производства, выполнено работ и услуг на сумму 12,5 млрд рублей.
- В Копейске была впервые в России открыта сеть алкомаркетов «Красное и Белое» в 2006 году.
- На территории Копейска находится крупный торговый центр «Метро»[44]. Данный ТЦ играет немалую роль в жизни города, так как большинство индивидуальных предпринимателей Челябинска и Копейска покупают продукцию именно в нём. Таким образом, он влияет на имидж города и вложения в местный бюджет.
- В центре города расположен ТРК «Слава», в котором представлено множество различных торговых компаний и ресторанов известных брендов, например, «Евросеть», «Помидор», «Эксперт», «Связной», и других.
- Недалеко от центра города расположен рыночный комплекс «Янтарь».

В последние годы Копейск превращается в город с многоотраслевой экономикой. В городе зарегистрировано более 1000 промышленных предприятий и более 7000 частных предпринимателей. Активно ведётся строительство жилья.

## Часовой пояс
Копейск, как и вся Челябинская область находится в часовой зоне МСК+2. Смещение применяемого времени относительно UTC составляет +5:00.

## Климат
| Показатель                    | Янв.  | Фев.  | Март  | Апр.  | Май  | Июнь | Июль | Авг. | Сен. | Окт.  | Нояб. | Дек.  | Год   |
| ----------------------------- | ----- | ----- | ----- | ----- | ---- | ---- | ---- | ---- | ---- | ----- | ----- | ----- | ----- |
| Абсолютный максимум, °C       | 6,4   | 7,5   | 12,2  | 29    | 31,5 | 35,6 | 38,7 | 37,2 | 29,5 | 20,6  | 14,6  | 5,4   | 38,7  |
| Средний суточный максимум, °C | −10,8 | −8,1  | −0,6  | 10,2  | 18,4 | 22,8 | 24,5 | 21,5 | 15,9 | 6,4   | −1,9  | −8,2  | 7,5   |
| Средняя температура, °C       | −15,4 | −14,2 | −6    | 3,8   | 12,1 | 16,9 | 18,6 | 17,2 | 11,3 | 2,4   | −5,9  | −12,8 | 2,3   |
| Средний суточный минимум, °C  | −20,5 | −19,3 | −12,2 | −0,8  | 6,2  | 11,5 | 14,2 | 11,4 | 6,4  | −0,2  | −9,3  | −16,9 | −2,4  |
| Абсолютный минимум, °C        | −49,4 | −47,4 | −32,2 | −18,4 | −3,5 | 0,5  | 2,4  | 1,6  | −1,4 | −15,6 | −31,5 | −48,5 | −49,4 |
| Норма осадков, мм             | 21    | 15    | 15    | 24    | 43   | 61   | 86   | 54   | 39   | 35    | 27    | 23    | 443   |
| Источник: Гидрометцентр       |       |       |       |       |      |      |      |      |      |       |       |       |       |

## Административное устройство
В рамках административно-территориального устройства Челябинской области, Копейск является городом областного значения, которому подчинены 3 сельских населённых пункта. В рамках местного самоуправления, он образует муниципальное образование Копейский городской округ, в который помимо города входят 3 сельских населённых пункта (село Калачёво, посёлок Заозёрный, село Синеглазово).
Город включает, помимо центра, 7 территориальных отделов, ещё один территориальный отдел организован в подчинённых городу сельских населённых пунктах (Калачёвский). Всего 8 территориальных отделов входят в структуру администрации Копейского городского округа (перечислены с севера на юг):
- Потанинский территориальный отдел,
- Вахрушевский территориальный отдел,
- Железнодорожный территориальный отдел,
- Горняцкий территориальный отдел,
- Старокамышинский территориальный отдел,
- Бажовский территориальный отдел,
- Октябрьский территориальный отдел,
- Калачёвский территориальный отдел.

Много лет обсуждается вопрос о присоединении города Копейска, а позднее Копейского городского округа к Челябинску (Челябинскому городскому округу) в качестве восьмого Копейского внутригородского района. Челябинские СМИ пишут[какие?][уточнить], что население в большинстве своём поддерживает инициативу и готово положительно проголосовать на референдуме, однако руководители и сотрудники муниципальных органов власти выступают категорически против из-за опасения потерять насиженные места, оказывается давление на муниципальные учреждения и предприятия с требованием пресекать поддержку инициативы о присоединении к Челябинску.

### Бывшие населённые пункты
В состав города Копейска вошли ранее существовавшие населённые пункты[уточнить]:
- посёлок городского типа Бажово,
- посёлок городского типа Горняк,
- посёлок городского типа Железнодорожный,
- посёлок Кадровик,
- посёлок посёлок городского типа Потанино,
- посёлок Новостройка,
- посёлок городского типа Старокамышинск,
- посёлок РМЗ,
- посёлок шахты «Центральная» № 201,
- посёлок шахты «Подозёрная» № 50,
- посёлок шахты «Северная» № 205,
- посёлок городского типа Вахрушево,
- посёлок Козырево,
- посёлок Северный рудник,
- посёлок Советов,
- посёлок шахты № 44,
- посёлок городского типа Октябрьский,
- посёлок 2-й участок,
- посёлок 4-й участок,
- посёлок Зуевка,
- посёлок Кирзавода.

### Местное самоуправление
Структуру органов местного самоуправления Копейского городского округа составляют:
- представительный орган муниципального образования — собрание депутатов Копейского городского округа;
- высшее должностное лицо муниципального образования — глава Копейского городского округа;
- исполнительно-распорядительный орган муниципального образования — администрация Копейского городского округа;
- контрольный орган муниципального образования — контрольно-счётная палата Копейского городского округа.

## Транспорт
- В городе действует грузовая железнодорожная станция Челябинск-Южный Южно-Уральской железной дороги.
- Сеть городского транспорта представлена в Копейске муниципальными автобусами МУП «Копейское пассажирское автопредприятие» большой и особо большой вместимости, а также в небольшом количестве автобусами особо малой вместимости коммерческих перевозчиков (маршрутными такси). Маршрутная сеть представляет собой звёздную схему: все маршруты муниципального и коммерческого транспорта отправляются от городского автовокзала (ул. Сутягина, 9) в центре города и расходятся во все концы Копейского городского округа, причём до некоторых районов от автовокзала автобусы нескольких маршрутов идут разными дорогами, например, до посёлка Старокамышинск автобусы № 2 и 26 идут соответственно через посёлок Бажово и посёлок Железнодорожный. 2 кольцевых маршрута № 6 и 10 также начинают движение от автовокзала и под одним и тем же номером идут по двум взаимообратным кольцам в центральной части Копейска.
- На городских маршрутах доминируют автобусы большой вместимости марки НефАЗ-5299.
- Эксплуатируются автобусы: НефАЗ-5299-20-32 (25 единиц), НефАЗ-5299-20-22 (20 единиц), НефАЗ-5299-20-15 (7 единиц), Нижегородец-2227U (Iveco Daily 50C15VH) (5 единиц), Hyundai New Super Aero City (3 единицы), НефАЗ-5299-11-33 (2 единицы), НефАЗ-5299-20-33 (2 единицы), Hyundai Aero E (2 единицы), Golden Dragon XML6129E1A Grand Cruiser (1 единица), НефАЗ-5299-10-15 (1 единица), НефАЗ-5299-30-33 (1 единица).
- В сентябре 2015 года была произведена поставка пяти газовых автобусов малой вместимости марки Нижегородец-2227U (Iveco Daily 50C15VH). Все машины на июнь 2016 года работают на маршрутах. одна машина появляется на маршрутах №№ 7, 10, 16, две машины закреплены на маршруте № 21, две машины закреплены на маршруте № 18.
- В 2016 году состоялось прибытие 25 газовых автобусов большой вместимости, а в 2017 году прибыло 20 газовых автобусов большой вместимости и 10 автобусов средней вместимости.
- Многие маршруты общественного транспорта проходят до посёлков в составе Копейска. Таковыми являются маршруты № 3 до посёлка Северный Рудник, № 5 до посёлка Потанино и другие. Есть пригородные маршруты из посёлков Копейска до Челябинска без заезда на автовокзал (№№ 174, 218).
- Привязка всех городских маршрутов общественного транспорта к автовокзалу Копейска в большинстве случаев делает невозможными маршруты типа «посёлок-посёлок» без пересадки.
- До 2024 года многие автобусные маршруты дублировались автобусами особо малого класса, работавшими по нерегулируемому тарифу (маршрутками) с теми же номерами.
- Стоимость проезда по территории города на автобусах составляла 23 рубля, на маршрутных такси от 23 до 45 рублей (по состоянию на апрель 2022 года).
- 1 января 2024 года маршрутные такси в Копейске отменены[54]. Организовано 5 новых маршрутов, 3 маршрута объединены, 6 маршрутов усилены[54][55][56]. Есть валидаторы, на всех маршрутах действуют льготы[57]. Новинкой также стали низкопольные автобусы НефАЗ-5299-40-57 на КПГ[58].
- С 1949 до 1976 годы действовало трамвайное сообщение между Копейском и Челябинском. В 2019 году разработана проектная документация по строительству линии скоростного трамвая Копейск — Челябинск.
- Возле села Калачёва находится одноимённый спортивный аэродром, регулярных пассажирских рейсов нет.
- Протяжённость автомобильных дорог, входящих в улично-дорожную сеть Копейского городского округа составляет 451,2 км, в том числе протяжённость автодорог с асфальтобетонным покрытием 136,0 км.
- По территории Копейского городского округа проходят федеральная автодорога Р-254 «Иртыш». железнодорожные станции на территории Копейского городского округа входят в состав Челябинского узла Южно-Уральской железной дороги.

## Религия
Православные храмы
- Храм Святого Сергия Радонежского.
- Храм Святителя Николая Чудотворца.
- Храм Великомученицы Анастасии Узорешительницы.
- Храм Покрова Пресвятой Богородицы.
- Храм во имя святых благоверных князей Петра и Февронии.
- Храм во имя Оптинских Старцев,
- Храм во имя святого преподобного Серафима Саровского на территории городской больницы № 1.

Протестантские общины
- Дом молитвы христиан веры евангельской "Новая жизнь"

Мечети
- Мечеть

## Достопримечательности
Среди достопримечательностей города выделяются прежде всего терриконы, сейчас их осталось 11, иногда расположенных в одной группе, да и те постоянно разбирают. В городе работают 10 домов культуры,1 музыкальная школа и 2 дома искусств, краеведческий музей и библиотеки. Есть городской парк.
Накануне новогодних праздников редакция газеты «Копейский рабочий» регулярно публикует серию снимков, на которых голливудские актёры держат в руках печатный номер издания. С газетой в руках были запечатлены Роберт Паттинсон, Риз Уизерспун, Пенелопа Круз, Колин Фаррелл и Мэтт Леблан, Дастин Хоффман, Мэтт Деймон и Чарли Ханнэм, Джеки Чан. Снимки в редакцию с 2013 года присылает уроженка Копейска Маргарита Сушкевич. Несколько лет назад копейчанка уехала в США и вышла замуж за американского продюсера Джека Тьюксбери (Jack Tewksbury).

## Образование
В городе действует:
- 33 детских сада[60];
- 21 средняя общеобразовательная школа;
- 1 общеобразовательная школа-интернат для обучающихся с ограниченными возможностями здоровья;
- начальная школа — детский сад для обучающихся с ограниченными возможностями здоровья № 11[61];
- учреждение дополнительного образования «Дворец творчества детей и молодёжи»;
- учреждение дополнительного образования «Станция юных техников»;
- учреждение дополнительного образования детей «Центр эстетического воспитания детей «Улица Мира»;
- учреждение дополнительного образования «Радуга».

Также в Копейске действует Копейский политехнический колледж имени Семёна Хохрякова, Копейский медицинский техникум и Копейский филиал ЮУрГУ.

## Спорт
Уроженцем поселка Горняк, является знаменитый российский боксер, Сергей Александрович Ковалев, по прозвищу «Krusher» (Крушитель), чемпион мира в полутяжелом весе по версиям WBA super (2014—2016), IBF (2014—2016), WBO (2013—2016, 2017—2018, 2019). Боксёр года по версии The Ring, WBO, Sports Illustrated, USA Today (2014).
В городе действует школа олимпийского резерва, давшая стране многих чемпионов в разных видах спорта. С 1968 года проводится ежегодный международный турнир по боксу памяти Семёна Хохрякова.
Также ежегодно проводятся соревнования по шахматам.

## Резонансные события
В черте города находится несколько исправительных учреждений, в частности, исправительная колония № 1, где в 2008 году сотрудники охраны убили четырёх заключённых, впоследствии сотрудники колонии были приговорены к лишению свободы на сроки от 9 до 12 лет, а начальник управления ФСИН Челябинской области генерал-лейтенант Владимир Жидков, приказавший в целях сокрытия преступления имитировать бунт, к пяти годам лишения свободы условно. Также в Копейске находится ставшая знаменитой на всю страну после событий 24-25 ноября 2012 года исправительная колония № 6.
Зачастую народная молва из-за самого большого количества учреждений ФСИН РФ среди населённых пунктов Челябинской области называет Копейск «столицей зеков» и «ФСИНовской Москвой и столицей».
В сентябре 2013 года город получил всероссийскую известность благодаря городской газете «Копейский рабочий», которой удалось сделать то, что не удавалось ни одной российской газете. В течение четырёх лет «Копейский рабочий» публиковал фотографии мировых звёзд кинематографа с газетой «Копейский рабочий» в руках. В сентябре 2013 года информация об этом просочилась в интернет и новость подхватили все ведущие СМИ России.

## Пенитенциарные учреждения
- Федеральное казённое учреждение «Исправительная колония № 1 Главного управления Федеральной службы исполнения наказаний по Челябинской области» расположена около посёлка Октябрьского Создана 9 июля 1966. Вид режима: строгий. Лимит наполнения: 1627 человек.
- Федеральное казённое учреждение «Исправительная колония № 6 Главного управления Федеральной службы исполнения наказаний по Челябинской области» создана 26 сентября 1946 года. Вид режима: строгий. Лимит наполнения: 1573 человек.
- Федеральное казённое учреждение «Исправительная колония № 11 Главного управления Федеральной службы исполнения наказаний по Челябинской области» создана 26 июля 1957 года. Вид режима: общий. Лимит наполнения: 1650 человек.
- Федеральное казённое учреждение «Исправительная колония № 15 Главного управления Федеральной службы исполнения наказаний по Челябинской области» Создана 9 декабря 1957 года. Вид режима: строгий. Лимит наполнения: 1550 человек. При учреждении функционирует участок колонии-поселения[64].

## Символика

### Герб

#### 1967
Первый герб города был утвержден решением исполнительного комитета Копейского городского Совета депутатов и трудящихся от 31.10.1967 № 388. Эскиз был разработан художником А. А. Козловым:
На фоне ленты ордена «Красное Знамя» в центре размещена чёрная шестерня с прямоугольными зубьями, которую по вертикали пересекает чёрный отбойный молоток

#### 2001
В 2001 году выяснилось, что изображение герба города не отвечает требованиям геральдики. Тогда было принято решение о разработке к 95-летию города герба г. Копейска. 10 июля 2002 года Копейский городской совет депутатов постановлением № 289 утвердил Положение о гербе муниципального образования город Копейск и его рисунок. 
Основной фигурой герба является обушок — древнейший геральдический символ горнорудного и камнеломного дела. Обушок аллегорически показывает горнодобывающую и горно-разрабатывающую отрасли промышленности города, давших экономическое развитие посёлку и объединивших судьбы многих поколений копейчан, — благодаря их самоотверженному труду Копейск стал мощной энергетической базой страны.
Чёрный цвет обушка аллегорически показывает основное богатство недр Копейской земли — уголь, с добычей которого связан почетный труд горняков. Чёрный цвет в геральдике символизирует благоразумие, мудрость, скромность, честность и вечность бытия. Венок в виде круга — символ вечности, аллегорически показывает непрерывное движение жизни. Листья венка, все обращенные в одну сторону, аллегорически показывают современный механизм непрерывной добычи угля — ротор многоковшового экскаватора. Одновременно круг — это аллегоричный образ движущегося колеса, знака динамизации жизни, символ производства горных машин, проходческих комбайнов (машиностроения).
В то же время золотой лавровый венок — это символ славы, почета и вознаграждения за успех, он аллегорически объединяет историю города, неотделимую от событий в стране, и его жителей, их высокую сознательность, патриотизм и организованность, дисциплину и самоотверженность.
Золото в геральдике символизирует богатство, справедливость, уважение, великодушие, возвышенность мыслей, благородство, достоинство. Серебряная полоса между двух красных аллегорически показывает угольную штольню.
Цвета поля герба: красный, серебро, красный — это одновременно и цвета ленты ордена Красного Знамени (этой высокой награды постановлением Президиума ЦИК Союза ССР от 2 января 1925 года удостоен коллектив Челябинских угольных копей за боевые и трудовые подвиги). Красный цвет, цвет огня, энергии, импульса, созвучен труду машиностроителей, что дополняет содержание герба промышленно развитого города.

Красный цвет в геральдике символизирует труд, жизнеутверждающую силу, мужество, праздник, красоту. Серебро в геральдике — символ совершенства, благородства, чистоты, веры, мира и взаимного сотрудничества. 
1 ноября 2002 года герб города Копейска внесен в Государственный геральдический регистр Российской Федерации с присвоением регистрационного номера 1001.

### Флаг
Положение о флаге муниципального образования «город Копейск» и его рисунок утвержден 10 июля 2002 года постановлением № 290:
Основной фигурой флага является обушок — древнейший геральдический символ горнорудного и камнеломного дела. Обушок аллегорически показывает горнодобывающую и горно-разрабатывающую отрасли промышленности города, давших экономическое развитие посёлку и объединивших судьбы многих поколений копейчан, благодаря их самоотверженному труду Копейск стал мощной энергетической базой страны.
Чёрный цвет обушка аллегорически показывает основное богатство недр Копейской земли — уголь, с добычей которого связан почетный труд горняков. Чёрный цвет в геральдике символизирует благоразумие, мудрость, скромность, честность и вечность бытия. Венок в виде круга — символа вечности, аллегорически показывает непрерывное движение жизни. Листья венка, все обращенные в одну сторону, аллегорически показывают современный механизм непрерывной добычи угля — ротор многоковшового экскаватора. Одновременно круг — это аллегоричный образ движущегося колеса, знака динамизации жизни, символ производства горных машин, проходческих комбайнов (машиностроения).
В то же время золотой лавровый венок — это символ славы, почета и вознаграждения за успех, он аллегорически объединяет историю города, неотделимую от событий в стране, и его жителей, их высокую сознательность, патриотизм и организованность, дисциплину и самоотверженность. Золото в геральдике символизирует богатство, справедливость, уважение, великодушие, возвышенность мыслей, благородство, достоинство.
Серебряная полоса между двух красных аллегорически показывает угольную штольню. Цвета флага: красный, серебро, красный — это одновременно и цвета ленты ордена Красного Знамени, этой высокой награды постановлением Президиума ЦИК Союза ССР от 2 января 1925 года удостоен коллектив Челябинских угольных копей за боевые и трудовые подвиги.

Красный цвет, цвет огня, энергии, импульса, созвучен труду машиностроителей, что дополняет содержание герба города, как промышленно развитого города. Красный цвет в геральдике символизирует труд, жизнеутверждающую силу, мужество, праздник, красоту. Серебро в геральдике — символ совершенства, благородства, чистоты, веры, мира и взаимного сотрудничества.
1 ноября 2002 года герб города Копейска внесен в Государственный геральдический регистр Российской Федерации с присвоением регистрационного номера 1002.

### Гимн
Гимн принят решением Собрания депутатов Копейского городского округа № 96-МО от 15.08.2007.
Автор текста — поэт Александр Андреевич Бурьянов.
Автор музыки гимна — композитор Виктория Алексеевна Гуда.
В битвах рожденный,

Краснознаменный,

Труженик город и город боец,

Каской солдатской,

Каской горняцкой

Ты проверял нас на прочность сердец.

 Одним путем идем с тобой,

 Ты стал любовью и судьбой,

 Мы впишем новые страницы

 В твою историю, Копейск родной!

Город рассветный,

Лучший на свете,

В новых заботах и славных делах.

Город России,

Гордость России,

В сердце Урала и в наших сердцах.

 Одним путем идем с тобой,

 Ты стал любовью и судьбой,

 Мы впишем новые страницы

 В твою историю, Копейск родной!